# هیلده هیلدبراند
هیلده هیلدبراند (آلمانی: Hilde Hildebrand; ۱۰ سپتامبر ۱۸۹۷ – ۲۷ مهٔ ۱۹۷۶) خواننده و بازیگر اهل آلمان بود.
از فیلم‌هایی که وی در آن نقش داشته‌است، می‌توان به بل آمی، آمفیتروئون، زندانی پادشاه، قلبم تو را می‌خواند، ترانه مادر و دوریت کوچک اشاره کرد.
وی همچنین برندهٔ جوایزی همچون جایزه فیلم آلمان شده‌است.